# Lia Avé
Lia Avé (* 1924; † 2008 in München) war eine deutsche Journalistin.
Als Gesellschaftskolumnistin führte sie zwischen 1975 und 1999 zahlreiche Interviews mit prominenten Persönlichkeiten, unter anderem mit O. W. Fischer und Reza Schah Pahlavi. Sie lebte in München.
Ihr Vorlass mit ca. 4000 originalen oder gedruckten Interviews wurde von der Monacensia verwaltet.

## Werke
- 1955: Der dunkle Stern. München, 1955
- 1990: Das Leben der Hedwig Courths-Mahler. München, 1990